# Björn Magnusson Staaf

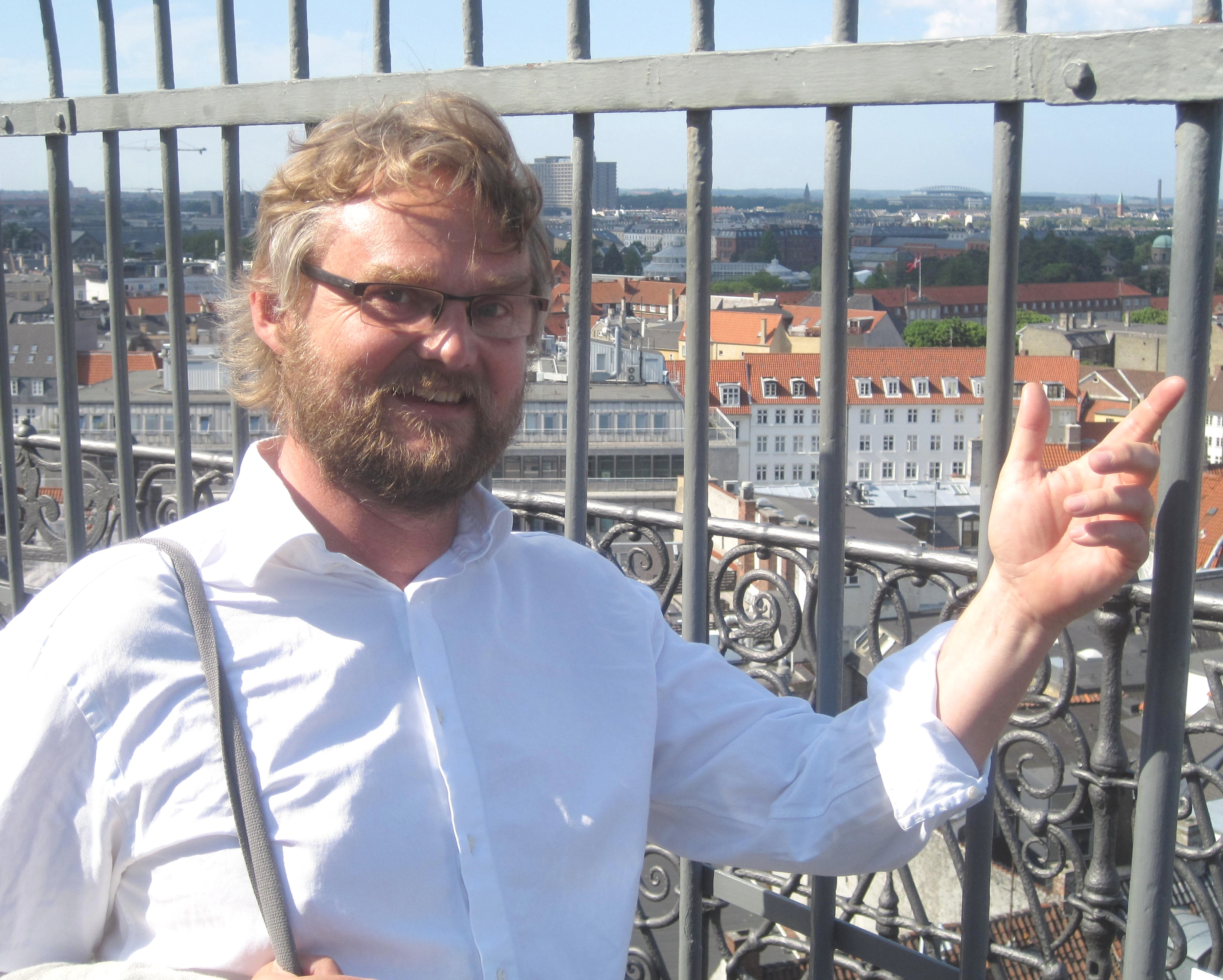
Björn Magnusson fotograferad vid ett besök i Rundetårn sommaren 2013.

Björn Magnusson Staaf, född 1962, är en svensk arkeolog, museolog, universitetslärare och författare. 
Magnusson Staaf avlade 1987 Master of Arts-examen vid UCLA och disputerade 1996 vid Lunds universitet på avhandlingen An essay on copper flat axes. Han har tidigare arbetat vid Riksantikvarieämbetet och Malmö Museer samt varit stadsantikvarie i Lund och därvid parallellt biträdande chef för Kulturen, men är sedan 2008 knuten till Institutionen för kulturvetenskaper vid Lunds universitet där han är universitetslektor och ämnesansvarig för ämnet museologi. Han utnämndes till docent i arkeologi 2011. Han har även varit ordförande för Svenska Arkeologiska Samfundet och för  Kulturportal Lund.

## Utmärkelser, ledamotskap och priser
- Ledamot av Vetenskapssocieteten i Lund (LVSL, 2014)[1]
- 1997 - Lengertz litteraturpris
- 2010 - Lengertz litteraturpris